# Wattova krivulja
Wattova krivulja je ravninska krivulja šeste stopnje (sekstična krivulja: glej stopnja polinoma). Nastane s pomočjo dveh krožnic s polmerom {\displaystyle b\,}, ki imata središči oddaljeni {\displaystyle 2a\,}. Daljica z dolžino {\displaystyle 2c\,} je pritrjena na neki točki v vsaki od obeh krožnic. Pri tem sredina daljice opisuje Wattovo krivuljo med tem, ko se kroga vrtita (oziroma, ko se konca daljice vrtita po obeh krožnicah).  
Imenuje se po škotskem matematiku, inženirju in izumitelju Jamesu Wattu (1736 – 1819).

## Krivulja v polarnih koordinatah
V polarnem koordinatnem sistemu je enačba Wattove krivulje:
{\displaystyle r^{2}=b^{2}-\left[a\sin \theta \pm {\sqrt {c^{2}-a^{2}\cos ^{2}\theta }}\right]^{2}\!\,.}

## Krivulja v kartezičnih koordinatah
V kartezičnem koordinatnem sistemu je enačba Wattove kriulje:
{\displaystyle (x^{2}+y^{2})(x^{2}+y^{2}-a^{2}-b^{2}+c^{2})^{2}+4a^{2}y^{2}(x^{2}+y^{2}-b^{2})=0\!\,.}
Če pa se zapiše d2=a2+b2-c2, se dobi enostavnejšo obliko:
{\displaystyle (x^{2}+y^{2})(x^{2}+y^{2}-d^{2})^{2}+4a^{2}y^{2}(x^{2}+y^{2}-b^{2})=0\!\,.}